# 忌み言葉
忌み言葉（いみことば）とは、忌みはばかって使用を避ける語。忌詞、忌み詞、忌言葉とも。

## 例
特定の場面における忌み言葉の例を挙げる。
婚礼
去る、切る、帰る、離れる、戻る。
終わる - 披露宴の「終了」を「お開き」と言い換える。
受験
滑る、落ちる、転ぶ、躓（つまず）く。
賭け事
擦る - 負けて損するのを忌み嫌い、「擦る」を「当たる」と言い換える。
「スルメ」を「アタリ（当たり）メ」と言い換える。
「すり鉢」を「アタリ（当たり）バチ」と言い換える。
一般
梨 - 「なしの実」を「ありの実」と言い換える。
猿 - 「去る（失う）」を「得手（手に入れる）」と言い換える。